# Augustine Madathikunnel
Augustine Madathikunnel (ur. 9 lipca 1963 w Koolivaya) – indyjski duchowny katolicki, biskup Khandwa od 2024. 

## Życiorys

### Prezbiterat
Święcenia kapłańskie otrzymał 18 kwietnia 1994 i został inkardynowany do diecezji Khandwa. Przez wiele lat pracował jako sekretarz biskupi. W latach 2000–2010 kierował Seminarium św. Piusa, a w latach 2018–2021 był proboszczem parafii św. Anny. W 2021 został wybrany tymczasowym administratorem diecezji.

### Episkopat
17 lutego 2024 papież Franciszek mianował go biskupem diecezjalnym Khandwa. Sakry udzielił mu 21 marca 2024 metropolita Bhopal – arcybiskup Arockia Sebastian Durairaj.